# Breyeriana
Breyeriana is een geslacht van vlinders van de familie van de houtboorders (Cossidae), uit de onderfamilie van de Hypoptinae. De wetenschappelijke naam en de beschrijving van dit geslacht werden voor het eerst in 1957 gepubliceerd door Ricardo Nestor Orfila.
De soorten van dit geslacht komen voor in Zuid-Amerika.

## Soorten
- Breyeriana cistransandina Orfila, 1957
- Breyeriana patagonica Penco, Yakovlev, Naydenov 2019